# Auletobius mariposae
Espèce
Auletobius mariposae  est une espèce d'insectes appartenant à la famille des Attelabidae.